# Hieracium sabaudum
Hieracium sabaudum (нечуйвітер савойський) — вид рослин з родини айстрових (Asteraceae), поширений у Туреччині, Грузії та Європі крім півночі та сходу. Видовий епітет походить від назви історичної області у Франції та Італії.

## Опис
Рослина ≈ до 65 см заввишки. Стебла проксимально волосаті (волоски 2–3+ мм), дистально голі або зірчасто-опушені, іноді також волосаті (волоски 1–2 мм). Листя: прикореневих 0, стеблових 12–20+; пластини ± ланцетні, 30–80 × 10–25 мм, довжина більша від ширини у 2–4+ рази, основи клиноподібні, межі зазвичай зубчасті, верхівки від гострих до загострених; нижня поверхня волосиста, верхня — оголена чи ± із малими шорсткими волосками (особливо на дистальному краю). Голів 25–30+. Квітоніжки зірчасто-запушені. Квіточок 40–60 +; віночки жовті, ≈ 10 мм. Плоди колоноподібні, 2.5–3 мм;.

## Поширення
Поширений у Туреччині, Грузії та Європі крім півночі та сходу; натуралізований у пд. Канаді й пн. США.
Наведений у «Визначнику вищих рослин України» (1987) під назвами Hieracium auratum (для Криму), Hieracium vagum (Закарпаття, Карпати, Прикарпаття і Крим), Hieracium virgultorum (Закарпаття, Карпати, Прикарпаття, Розточчя-Опілля, Полісся і Лісостеп).

## Галерея

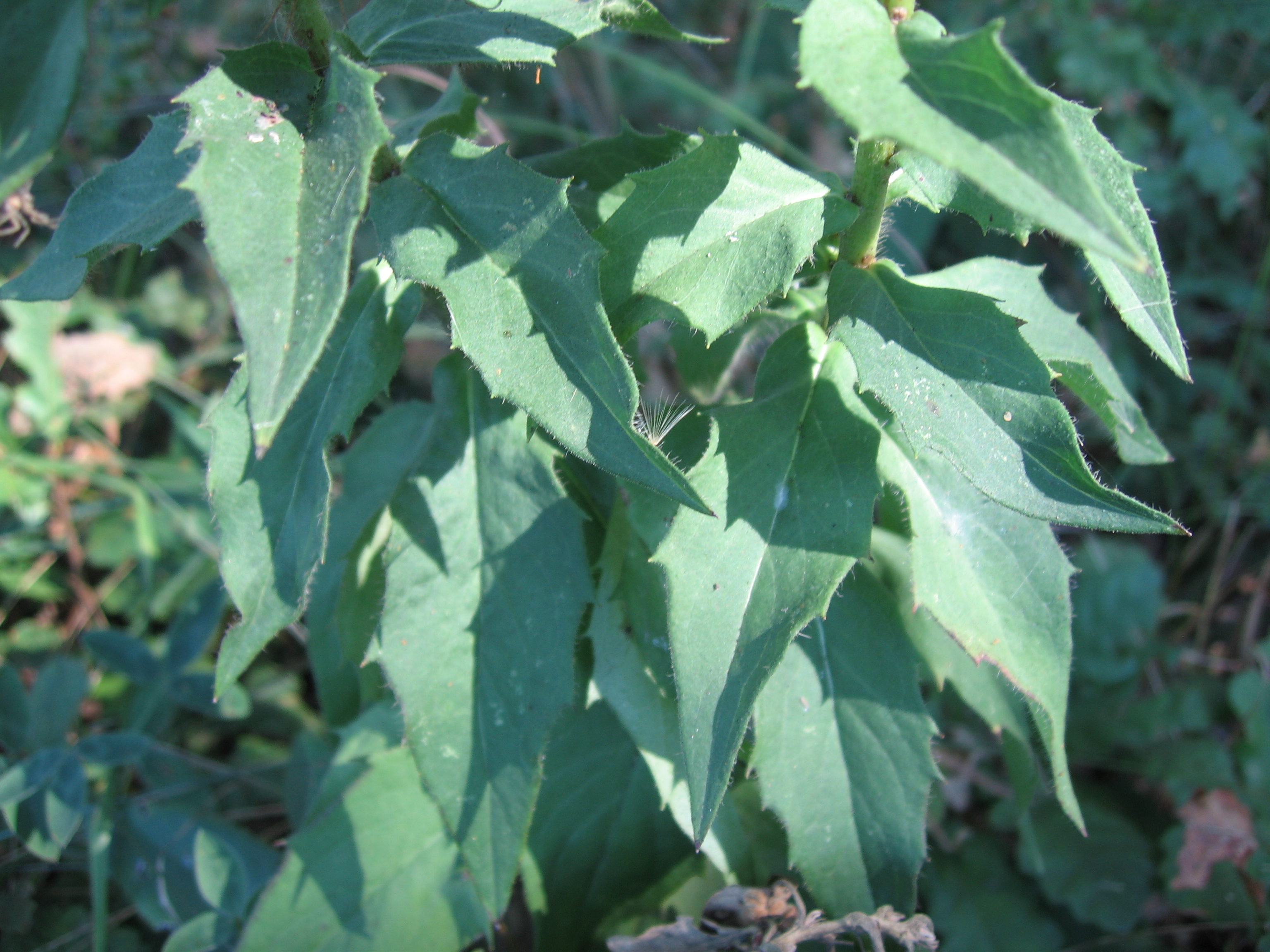
листки
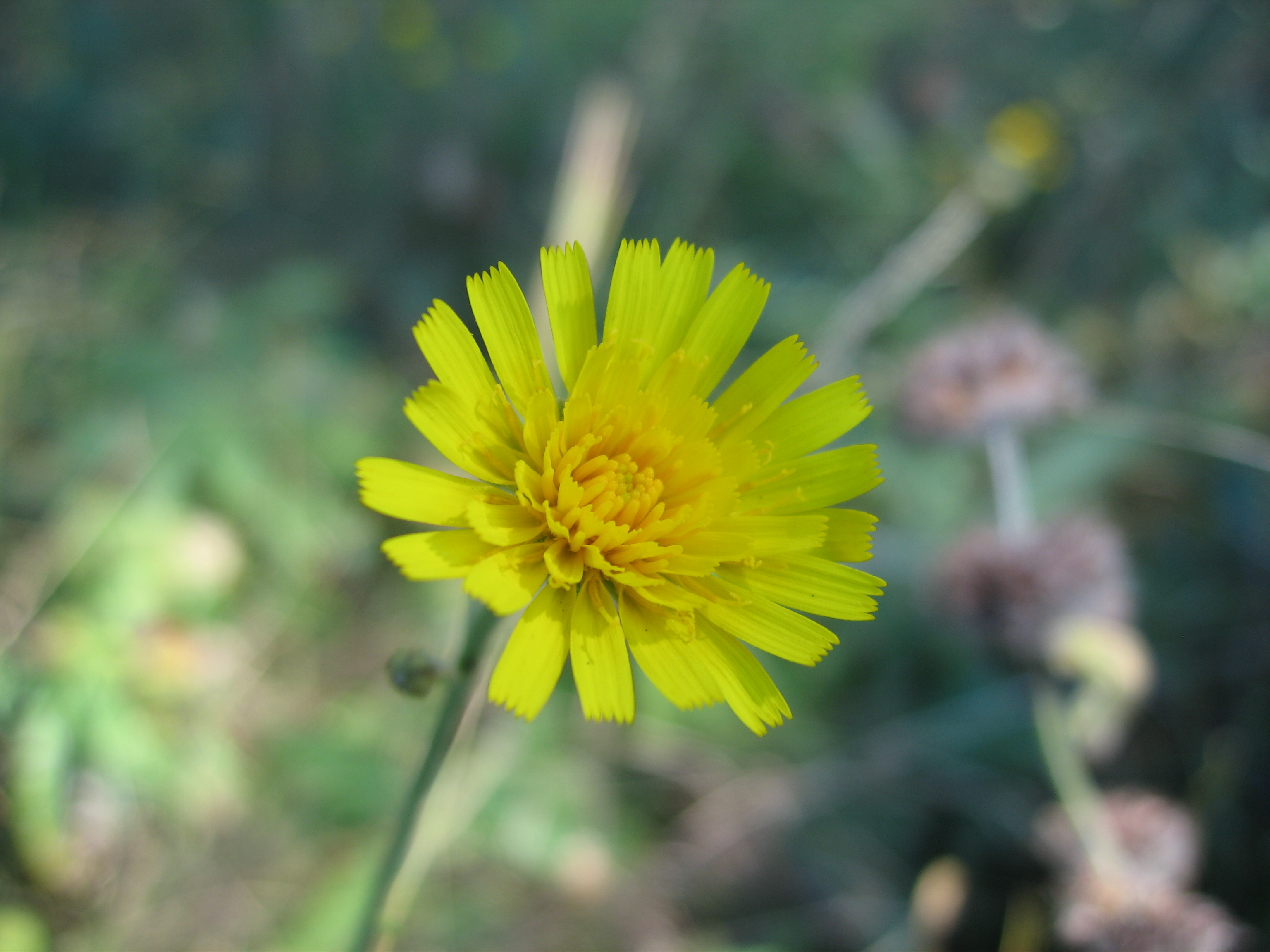
суцвіття (квіткова голова)
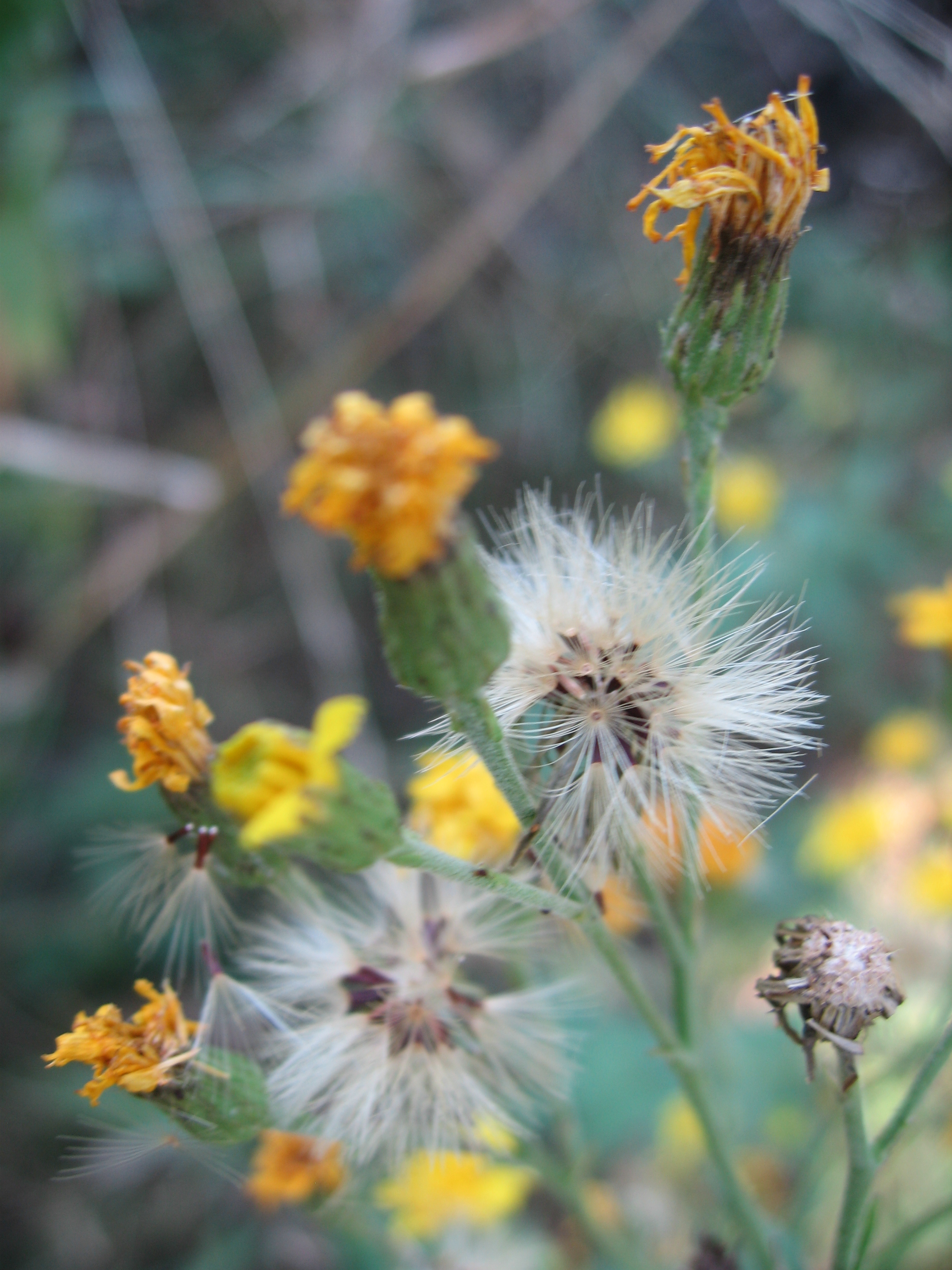
плоди (сім'янки айстрових)